# 十二門論
『十二門論』（じゅうにもんろん、梵: Dvādaśanikāya Śāstra, ドヴァーダシャ・ニカーヤ・シャーストラ）とは、龍樹が著したとされる仏教論書の一つである。『中論』『百論』と共に、三論宗の所依の一つ。
空観思想が十二章にわけて論じられる。